# Aprostocetus xeuxes
Aprostocetus xeuxes är en stekelart som först beskrevs av Walker 1839.  Aprostocetus xeuxes ingår i släktet Aprostocetus och familjen finglanssteklar. Inga underarter finns listade.